# André Brahic
André Brahic (n. 30 noiembrie 1942, Paris – d. 15 mai 2016 în același oraș) a fost un astrofizician francez, cunoscut de publicul larg pentru descoperirea inelelor lui Neptun.

## Carieră
S-a născut într-o familie modestă, originară din satul Petit-Brahic, în Ardèche, un departament rural în sud-estul Franței. Strămoșii lui erau mineri; tatăl său lucra la căile ferate. A făcut studii de matematică la Universitatea din Paris, apoi a ales o specializare în astronomia, deoarece cuvântul „suna ca ceva fascinant și amuzant”. A studiat sub îndrumarea lui Evry Schatzman, considerat pionierul astrofizicii în Franța, apoi și-a făcut teza de doctorat sub conducerea lui Michel Hénon, un specialist în dinamică stelară. Lucra la rolul coliziuni norilor în formarea galaxiilor când a realizat ca modelul se poate aplica la inelele lui Saturn.
După doctorat, a devenit profesor la Universitatea Paris-VII. În anul 1981, s-a alăturat echipei de cercetători care analiză rezultatele și imaginii furnizate de programul Voyager. Trei ani mai târziu, împreună cu Françoise Roques și Bruno Sicardy, a propus un program pentru Observatorul La Silla care a condus la descoperirea inelelor lui Neptun. A identificat și trei arcuri în inelul exterior, Adams, pe care le-a numit Libertate, Egalitate și Fraternitate, după deviza națională a Franței. Începând din 2004 a lucrat și cu echipa programului Cassini-Huygens.
Era cunoscut pentru pasiunea sa de a populariza științele, participând la mai multe conferințe cu public larg. Era un invitat regulat la emisiunea de radio „La Tête au carré” de pe France Inter. În 2001 a primit Medalia Carl Sagan pentru înțelegerea publică a științei și în 2006 Premiul Jean Perrin pentru promovarea științei. Asteroidul 3488 Brahic a fost numit în onoarea sa. În iulie 2015 a fost decorat cu Legiunea de Onoare în grad de cavaler.